# Sân vận động Adrar
Sân vận động Adrar (Adrar có nghĩa là "đỉnh núi" trong tiếng Berber) (tiếng Berber: ⴰⴱⴰⵔⴰⵣ ⵏ ⴰⴷⵔⴰⵔ, tiếng Ả Rập: ملعب أدرار) là một sân vận động đa năng ở Agadir, Maroc. Sân được khánh thành vào năm 2013 và được sử dụng chủ yếu cho các trận đấu bóng đá. Sân vận động có sức chứa 45.480 chỗ ngồi. Sân được dự định sẽ tổ chức các trận đấu tại Giải vô địch bóng đá thế giới 2010 nếu Maroc được chọn làm quốc gia đăng cai. Đây là sân nhà của câu lạc bộ bóng đá Hassania Agadir, thay thế sân nhà cũ của đội là Sân vận động Al Inbiaâte. Sân đã tổ chức bốn trận đấu của Giải vô địch bóng đá thế giới các câu lạc bộ 2013 vào tháng 12 năm 2013 và là một trong những sân vận động được lên kế hoạch để sử dụng cho Cúp bóng đá châu Phi 2015 nhưng Maroc đã hủy đăng cai do lo ngại dịch Ebola bùng phát. Đây là một trong 14 sân vận động được Maroc đấu thầu để đăng cai World Cup 2026. Sân sẽ tổ chức vòng tứ kết nếu Maroc giành quyền đăng cai World Cup.
Sân vận động này được khánh thành vào ngày 11 tháng 10 năm 2013, với trận đấu giao hữu giữa đội bóng địa phương Hassania Agadir và câu lạc bộ JS Kabylie của Algérie. Đội chủ nhà giành chiến thắng với tỷ số 1–0, với bàn thắng đầu tiên trên sân vận động được ghi bởi Saad Lemti của Hassania ở phút thứ 76 của trận đấu.